# Темпейский мир
Темпейский мир — мирный договор между Римской республикой и Македонским царством, положивший конец Второй Македонской войне. 

## Место и время заключения
Был заключён в Темпейской долине в 196 году до н. э.

## Условия
Договор был заключён на следующих условиях:
- младший сын македонского царя Филиппа V — Деметрий — был отправлен в Рим в качестве заложника;
- уплата царём Филиппом V контрибуции в 1 тыс. талантов контрибуции (500 — немедленно, остаток — равными взносами в течение 10 лет), а до утверждения договора сенатом — ещё 200;
- отказ Македонией от всех завоеваний;
- вывод македонских контингентов из Греции и выдача боевого флота кроме пяти судов;
- возврат Македонией пленных, заложников и перебежчиков;
- македонская армия сокращалась до пяти тысяч солдат, в ней не должно было быть боевых слонов;
- Македония лишалась права объявления войны без согласия Римского сената.[2]

Пергам получил боевых слонов и остров Эгину, Родос — Стратоникею и другие города Карии, до этого принадлежавшие Филиппу, Афины — острова Лемнос, Имброс, Делос и Скирос.
Текст мирного договора был окончательно утвержден в Риме, а его проведение в жизнь поручили сенатской комиссии из 10 человек вместе с Титом Квинкцием Фламинином. Умеренность договора была обусловлена озабоченностью Сената действиями другого эллинистического монарха — Антиоха III, против которого македонский царь мог в дальнейшем пригодиться. Вместе с тем в греческих городах уже начинались волнения из-за желания получить самостоятельность, а в Италии прокатилась волна восстаний рабов.

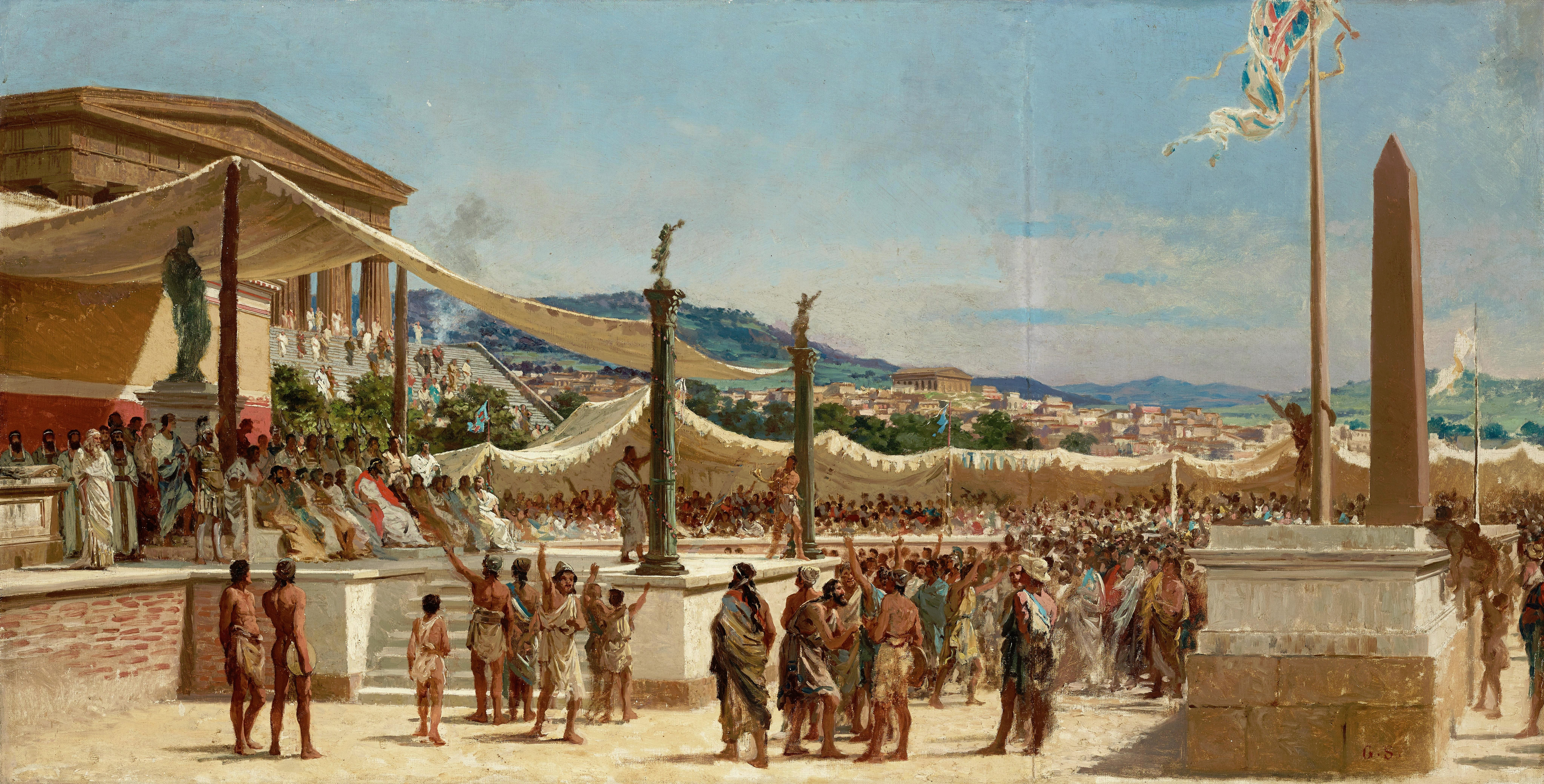
Скьютти Дж. Тит Квинкций Фламинин дарит свободу грекам. 1879.

Одним из условий договора было провозглашение «освобождения» Греции, которую Фламинин лично объявил на торжестве истмийских игр в 196 году до н. э.
Позднее сенатская комиссия занялась политическим устройством Греции, меняя государственный строй и границы отдельных государств.